# Starynka
Starynka – potok w południowej części Poznania, przepływający w całości w Poznaniu przez Marlewo, Minikowo i Starołękę. 

## Przebieg
Ciek stanowi prawobrzeżny dopływ Warty. Do Starynki uchodzi Rów Minikowski jako prawobrzeżny dopływ. Starynka poddana została regulacji, zwłaszcza w XIX wieku. Pierwotnie prawdopodobnie stanowiła jedno z ramion Warty.

## Przyroda
W dolinie cieku, wzdłuż jego brzegów licznie rośnie orzech włoski. 